# Milano-Torino 1923
La Milano-Torino 1923, sedicesima edizione della corsa, si svolse il 15 aprile 1923 su un percorso di 286 km. La vittoria fu appannaggio dell'italiano Costante Girardengo, che completò il percorso in 10h00'00", precedendo i connazionali Gaetano Belloni e Giovanni Brunero.

## Ordine d'arrivo (Top 10)
| Pos. | Corridore           | Squadra         | Tempo     |
| ---- | ------------------- | --------------- | --------- |
| 1    | Costante Girardengo | Maino           | 10h00'00" |
| 2    | Gaetano Belloni     | Legnano-Pirelli | a 7'30"   |
| 3    | Giovanni Brunero    | Legnano-Pirelli | s.t.      |
| 4    | Bartolomeo Aymo     | Atala           | s.t.      |
| 5    | Adriano Zanaga      | Legnano-Pirelli | a 9'00"   |
| 6    | Federico Gay        | Atala           | a 21'35"  |
| 7    | Camillo Arduino     | Atala           | a 36'05"  |
| 8    | Pietro Linari       | Legnano-Pirelli | s.t.      |
| 9    | Angelo Gremo        | Maino           | s.t.      |
| 10   | Domenico Piemontesi | Atala           | s.t.      |